# Kristina Vogel
Kristina Vogel, född 10 november 1990 i Leninskoje, Kirgizistan, är en tysk cyklist som tog OS-guld i lagsprinten tillsammans med Miriam Welte vid de olympiska cyklingstävlingarna 2012 i London. 
Vid junior-VM 2008 i Kapstaden vann Vogel guld i sprint, förföljelse och keirin.
Den 26 juni 2018, i Cottbus velodrom, kolliderade Vogel i hög hastighet med en holländsk juniorcyklist som tränade en stående start. Den kraftiga stöten mot betonggolvet orsakade flera frakturer, och skadade hennes ryggmärg vid den sjunde ryggkotan. Vogels lagkamrat Maximilian Levy var den första som kom till hennes hjälp, och efter olyckan samlade han och cyklisten Max Dörnbach in €119 752 för hennes återhämtning.  Den holländska cyklisten var oskadd, men Vogel lämnades förlamad.